# (3478) Fanale
(3478) Fanale (1979 XG) – planetoida z pasa głównego asteroid okrążająca Słońce w ciągu 3,35 lat w średniej odległości 2,24 j.a. Odkrył ją Edward Bowell 14 grudnia 1979 roku.